# 岡本太一
岡本 太一（おかもと たいち、1941年（昭和16年）1月24日 - 2009年（平成21年）6月16日）は、日本の実業家。岐阜県岐阜市出身。慶應義塾大学経済学部卒業。

## 生涯
三井物産を経て、1972年に家業の鍋屋工業（現鍋屋バイテック）へ入社。1980年に同会社の代表取締役社長に就任し2007年から取締役会長。
「職人のプライドを取り戻す」「社員が自ら考えて働ける楽しい現場」を目標に、「多品種微量生産」「当日出荷の即納体制」「自前の機械づくりによる安価な製造原価の実現」を徹底し、更に国際化を推進することによって差別化を図り、一介の鋳造業者であった鍋屋バイテックを超優良企業に変身させた。
また、三井物産勤務時に訪れた米デュポン・GEの工場にヒントを得、本社工場を「工園（工場公園）」と命名し、美しい緑と芝生に囲まれ、美術館・コンサートホールといった文化施設と、プール・フィットネスセンター・ジャグジー・カフェバー等のレクレーション施設を備えた、大学のキャンパスのような工場をつくりあげ、更に、社員が生き生きと働けるように、様々な「楽しく働ける仕掛け」を実現した。
和と洋、ローカルとグローバル、伝統と最先端、遊び心と高収益を両立させたその経営手腕は高く評価され、2005年には「デザイン・エクセレント・カンパニー賞」を受賞し、2007年には、岐阜県の経営者としては初めて、テレビ東京「日経スペシャル カンブリア宮殿」へゲスト出演した。

## テレビ出演
- 日経スペシャル カンブリア宮殿 「仕事快適！理想の工場へいらっしゃい ～創業450年、最先端を走る職人集団～ 」（2007年12月24日、テレビ東京）- 鍋屋バイテック会社 会長として出演[1]。